# 조선의 출판
이 문서는 조선시대의 출판과 편찬 사업에 대해 설명한 글이다.

## 역사서 편찬

### 조선 초기
조선 초기에는 법고창신(法古創新)의 건국 정신에 따라 역사를 중요시하여 역사 편찬 사업에 국가적인 노력을 기울였다.
유학자나 관리의 교양에서도 경학(철학 윤리)과 역사는 날줄과 씨줄로서 중요시되었다. 고려 시대 이래의 관례를 따라, 역대 왕들의 실록(實錄)을 차례로 편찬했다. 실록 편찬 사업은 조선 말기까지 계속되어 오늘날 조선 시대 연구의 기본 자료로 이용되고 있다.
실록은 왕과 신하가 정사를 논의하는 과정에 진행된 말과 사건들을 예문관의 봉교(奉敎)·대교(待敎)·검열(檢閱) 등의 사관(史官)이 국왕 옆에서 기록한 사초(史草)와 각 관청의 문서들을 종합하여 춘추관에서 만든 시정기(時政記)를 토대로 하여 실록청(實錄廳)에서 편찬하였다.
실록 편찬의 공정성을 기하기 위해 왕이 살아 있는 동안에는 그 왕의 실록을 편찬하지 않았으며, 보전에 만전을 기하기 위해 네 군데의 사고(史庫)에 보관하였다.
그리고 역대 국왕의 훌륭한 언행을 뽑아 기록한 것이 《국조보감》인데, 이것은 1458년(세조 4년)에 처음 편찬되어 그 뒤로도 계속되었다. 현재의 정치 방향을 설정하는 데는 전 왕조(前王朝)의 역사를 정리하는 것이 중요하였다. 그러한 뜻에서 태조 때부터 고려사 편찬이 활발히 진행되어 기전체로 된 《고려사》(139권)를 정인지(鄭麟趾) 등이 문종 원년(1451년)에 먼저 간행하고, 편년체로 된 《고려사절요(高麗史節要)》를 다음해에 출간하였다.
특히 김종서 등이 편찬한 《고려사절요》는 태조 때 정도전 등이 이미 편찬한 바 있던 《고려국사(高麗國史)》를 토대로 약간의 수정을 가해 이루어진 것이다.
《고려사》와 《고려사절요》는 다 같이 성리학적 도덕사관을 바탕에 깔고 있으면서도 북진정책을 찬양하는 공리적 입장이 절충되어 고려의 정치와 문화를 정리한 것이다.
그러나 전자는 왕의 역할을 중심점에 놓고 고려역사를 서술한 반면, 후자는 재상을 비롯한 관료의 역할을 돋보이게 썼다는 점에서 차이점이 발견된다. 실제로 후자의 입장에서 고려사를 정리했던 정도전과 김종서는 똑같이 재상의 실권을 강화하려고 노력하다가 강력한 왕권을 세우려던 태종과 세조에게 각각 목숨을 잃는 비운을 맞이했다.
이러한 연유로 역대 왕들은 《고려사절요》보다는 《고려사》를 보급하는 데 힘썼으며, 조선조 말기까지 실제로 《고려사》가 더 많이 보급되고 읽혔다.
한편, 전왕조사와 더불어 한국 전체 역사, 즉 통사(通史)를 편찬하는 작업이 태종 때부터 활발히 진행되었다. 태종 때 권근 등은 단군조선에서 시작하여 삼국시대까지의 역사를 정리한 《동국사략》을 편찬하였으며, 세종 18년에는 권제(權踶) 등에게 명하여 단군조선에서 고려 말까지의 역사를 노래 형식으로 편찬케 했다. 이것이 《동국세년가(東國世年歌)》로서, 조선왕조의 창업과정을 노래로 엮은 《용비어천가》와 자매관계를 갖게 했다.
권근의 《동국사략》은 태종 때의 대명 유화정책과 대내적인 강상윤리의 강화정책이 반영되어 고대문화를 평가하는 기준이 다소 융통성을 잃고 있으나, 일연(一然)의 《삼국유사》에서 산만하게 늘어놓았던 고대의 여러 나라를 하나의 체계 속에 계열화시켜 놓음으로써 고대사 정리의 새로운 기준을 설정했다.
권제의 《동국세년가》는 대체로 아버지 권근이 쓴 《동국사략》의 기준을 따르면서도 이승휴의 《제왕운기》에 나타난 민족지향적인 분위기를 받아들이고 고대문화를 보다 긍정적으로 평가한 것이 다르다. 이는 세종시대의 주체성 강화와 관련되어 있다.
세조는 전제왕권의 강화와 부국강병정책의 필요에서 고조선과 고구려를 웅장하게 다시 쓰고, 이를 《고려사》와 연결지어 《동국통감》이라는 통사를 편찬하려 했다.
그러나 자료의 신빙성이 떨어지는 고기류(古記類)를 이용하여 과장된 고대사를 쓰고자 하는 세조의 시각에 불만을 품은 유신들의 비협조로 완성을 보지 못했다. 그 후 신숙주·노사신(盧思愼) 등은 작업을 계속하여 1476년(성종 7년)에 《삼국사절요》를 완성했는데, 이는 세조가 목표로 했던 고대사보다는 훨씬 합리적으로 쓰였다.
그 후 1485년(성종 16년)에 서거정(徐居正) 등 훈신계열의 관료들이 《삼국사절요》와 《고려사절요》를 기초로 하여 《동국통감》을 편찬하였다.
그러나 왕은 이를 반포하지 않고 사림 계열의 젊은 관료들의 참여하에 개편하여 《신편동국통감》을 다음 해에 완성했다. 이것이 오늘날 전하는 《동국통감》이다. 이 책에는 세조 때의 굴절된 유교 정치를 회복시키려는 도덕적 이상주의가 지나치게 투영된 흠이 있으나, 삼국을 동등한 국가로 취급하고, 기자(箕子) 이래의 유교문화에 대한 자부심이 강하게 깔려 있다.
더욱이 조선왕조 건국 이래로 서로 간에 긴장과 마찰을 빚어 오던 왕과 훈신, 그리고 사림의 정치적 입장이 어느 정도 절충된 통사(通史) 체계라는 점에서 조선 초기 역사책의 대표적 자리를 차지한다.

### 조선 중기
16세기에는 사림의 새로운 역사의식을 반영하는 사서(史書)들이 개인적으로 편찬되어 주로 향촌 자제들을 위한 교재로 이용되었다.
박상(朴祥)의 《동국사략(東國史略)》과 유희령의 《표제음주동국사략(標題音註東國史略)》은 그 대표적인 것이다. 기묘사림의 한 사람인 박상은 원나라의 증선지가 지은 《십구사략(十九史略)》의 체제를 참고하여 《동국통감》을 압축하고, 이규보·이색·이승인 등 《동국통감》에서 비판되었던 인물을 긍정적으로 재평가하여 초기 영남사림들의 인물평가 기준을 바꿔놓았다. 이 책은 뒤에 서인들 사이에 많이 읽혀지고 중국에까지 소개되어 《조선사략》으로 간행되었다.
유희령(柳希玲)은 을사사화 때 윤임파 사림의 한 사람으로 단군조선을 상세히 다루고, 삼한(三韓)의 위치를 최치원설에 따라 새로 비교하여 정하는 한편 고구려를 삼국의 첫머리에 서술하는 등 북방계 고대국가의 문화전통을 재평가하는 특이한 역사체계를 구성했다.
한편, 16세기 사림은 왕도정치에 대한 숭상과 관련하여 기자(箕子)의 행적을 재평가하고, 한국 왕도정치의 뿌리를 기자로부터 찾았다. 1580년(선조 13년)에 이이는 《기자실기(箕子實記)》를 써서 기자를 한국 최초의 성인으로 정립시켜 놓았는데, 이는 성리학이 16세기 말에 토착화되는 사상계의 추세와 관련된 역사의식의 변화이다.

### 조선 후기
왜란과 호란을 겪으면서 애국심이 높아지고, 또 흐트러진 제도와 문물을 재정비하는 과정에서 민족지향적인 국학(國學)이 발달하게 되었으며, 이에 따라 새로운 역사의식을 부추기는 사서(史書)들이 잇따라 편찬되었다. 다시 말하면, 법고창신의 개혁의지가 자연스럽게 역사의식의 발달을 부추겼다. 왜란 직후에 편찬된 대표적 역사서는 한백겸의 《동국지리지》(1615년), 이수광의 《지봉유설》(1614년), 오운(吳澐)의 《동사찬요(東史簒要)》(1606년), 그리고 조정(趙挺)의 《동사보유(東史補遺)》(1628년) 등이다.
한백겸의 《동국지리지(東國地理志)》는 고대 지명을 새롭게 고증하여 역사지리 연구의 단서를 열어 놓았다. 특히 한강을 경계로 하여 북쪽에 조선, 남쪽에 삼한(한국)이 위치했다는 것과 고구려의 발상지가 평안도 성천(成川)이라는 통설을 뒤집고 만주지방이라는 것을 처음으로 고증하여 후세에 큰 영향을 주었다.
오운의 《동사찬요》는 임진왜란 때 경상도에서 의병에 참여했던 경험을 살려 역대 애국 명장의 활약을 크게 드러내고, 기자(箕子) 이후 유교문화의 전통을 자랑함으로써 애국심을 고취하려 하였다.
이수광의 《지봉유설》에서는 중국을 사실 이상으로 큰 나라로 보는 잘못을 지적하고 한국 역사의 유구성과 문화 수준이 중국과 대등하다는 것과 한사군이 조선 땅의 일부라는 것, 그리고 한반도에 붙여 온 고대의 여러 지명이 사실은 만주에 있었다는 것을 새롭게 고증하여, 잃어버린 만주 땅에 대한 관심을 환기시켜 주었다. 또한 아시아와 유럽을 포함한 세계 50여 국의 지리·풍속·물산 등을 소개하여 세계에 대한 시야를 넓혀준 것도 이 책의 중요한 공헌이다.
조정의 《동사보유》는 그동안 무시되었던 《삼국유사》의 신화·전설들을 많이 수록하여 단군에서 고려 말에 이르는 역사에 대한 자부심을 다시 일깨워 주었다.
한편, 호란을 경험하고 난 17세기 중엽 이후에는 북벌 운동을 고취하는 사서와 이를 비판하는 시각에서 쓰인 사서가 양립되었다. 먼저 북벌 운동을 고취하는 대표적 사서는 인조 때 서인 유계(兪棨)가 쓴 《여사제강(麗史提綱)》(1637년)이다. 송시열 등 내수외양의 북벌론자들의 칭송을 받은 이 책은 고려가 자치자강(自治自强)에 힘쓰면서 북방 민족에게 강력히 항전한 것과, 재상이 정치적 주도권을 잡은 사실을 강조하였는데, 뒷날 노론 사이에 가장 추앙받는 사서가 되었다.
이와 반대로 북벌 운동과 붕당 정치를 비판하는 시각에서 쓰인 대표적 사서는 근경남인 허목의 《동사(東事)》(1667년)이다. 이 책은 현종 때 써서 숙종에게 바졌는데, 그 내용은 신성한 제왕(帝王)으로 인후(仁厚)한 정치를 편 단군·기자·신라를 중국의 삼대(三代)에 비유할 만한 이상시대로 그려내고, 한국의 자연환경과 풍속·인성(人性)의 독자성을 강조하면서 그에 맞는 정치를 촉구하였다. 다시 말해 전쟁보다는 도덕과 평화를 사랑하고, 제왕(帝王)이 권위를 가진 정치가 나라를 오래 보전하는 방책이라는 역사의식이 담겨 있다. 비슷한 시기에 영남 남인 홍여하(洪汝河)가 쓴 《동국통감제강(東國通鑑提綱)》(1672년)과 《휘찬여사(彙纂麗史)》(1659년)도 한국이 기자로부터 도덕과 평화를 사랑하는 유교 국가였음을 강조하고, 그 전통이 마한을 거쳐 신라로 이어져 왔다고 하여 기자-마한-신라를 정통국가로 내세웠다. 홍여하는 송시열 일파와 예론에서 첨예하게 맞섰던 인물로서 왕권 강화를 강조하고 붕당 정치의 폐지를 역설하였다. 이 책은 그 후 영남인들 사이에 가장 추앙받는 사서가 되었다. 18세기에는 대체로 서인과 남인의 역사의식을 계승하면서 이를 한 단계 높은 문헌 고증 방법에 따라 심화시킨 역사서술이 나타났다. 소론파에 속하는 홍만종(洪萬宗)의 《동국역대총목(東國歷代總目)》(1705년), 임상덕(林象德)의 《동사회강(東史會綱)》(1719년), 이긍익(李肯翊)의 《연려실기술》(1806년), 이종휘(李鍾徽)의 《동사(東史)》(1780년)와 남인계에 속하는 이익의 《성호사설》, 안정복의 《동사강목》(1778년), 신경준의 《강계고(疆界考)》 그리고 노론계 유득공의 《발해고》(1784년) 등이 그것이다. 홍만종의 《동국역대총목》은 단군을 정통국가의 시발로 하여 기자-마한-통일신라로 이어진다고 보고, 삼국은 정통이 없는 시대로 간주하였으며, 고려·조선의 역사는 왕실을 중심에 두고 서술하였다. 이러한 단군정통론은 이익과 안정복 등에게 그대로 받아들여졌다.
임상덕의 《동사회강》은 유계의 《여사제강》을 계승하면서 여기에 고대의 강역과 단군·기자에 관한 고증을 첨가하였는데, 이는 뒤에 《동사강목》에 큰 영향을 주었다. 안정복의 《동사강목》은 지금까지의 명분론에 입각한 역사의식과 실증적 역사연구를 집대성하였다는 점에서 조선 후기의 대표적 통사(通史)로 꼽힌다. 또한, 이종휘는 고구려 전통을 강조하면서 만주수복을 희구하고, 유득공은 발해를 신라와 대등한 국가로 인정하여 남북국사로 체계화했다는 점에서 독특한 의의를 지닌다. 신경준의 《강계고》는 한백겸의 역사 지리 연구를 계승·발전시킨 역사지리 전문서로서 이름이 높다. 이긍익의 《연려실기술》은 400여 종의 야사(野史)를 참고하여 조선왕조의 정치사를 객관적 입장에서 서술하고, 한국 역대의 문화를 백과사전식으로 정리한 것으로 자료적 가치가 크다.

## 지리지 및 지도 편찬

### 조선 전기
조선 초기에는 역사에 대한 관심이 높아짐과 동시에 중앙집권의 실효를 높이기 위해 국토의 자연 및 인문지리적 조건을 깊이 있게 정리할 필요가 있었다. 그리하여 국토에 대한 조사가 이루어지고, 그 조사 자료에 근거하여 지리지와 지도가 활발하게 편찬되었다.
지도는 태종 1402년(태종 2년)에 이회(李薈), 이무(李茂), 김사형(金士衡), 권근 등이 왕명으로 〈혼일강리역대국도지도〉(混一彊理歷代國都之圖)라는 세계지도를 만들었다. 이것은 아라비아 지도학의 영향을 받아 만든 원나라의 세계지도를 한층 정확하게 개정하고, 여기에 한반도 지도를 덧붙여 만든 것으로서, 유럽·아프리카·중국·일본 그리고 한반도 등이 그려져 있다. 아메리카 대륙은 그때까지 발견되지 않아 빠져 있다.
이 지도는 지금 남아 있는 세계지도 중 동양에서는 가장 오래된 것이다. 위 세계지도에 들어 있는 한국 지도는 이회가 제작한 것인데, 한반도의 모습이 현대지도를 보는 것처럼 비교적 정확하다.
이회는 이 지도를 토대로 더욱 세밀하고 정확한 〈팔도도(八道圖)〉를 작성했으나 지금 남아 있지 않다.
세종 때에는 정척(鄭陟)이 새로 영토로 편입된 북방지방을 실측하여 한층 정밀한 〈팔도도〉를 제작했으며, 그 후 문종~세조 때에 걸쳐 정척·양성지(梁誠之) 등이 도·주·부·군현별로 실측지도를 제작하고, 이를 모아서 1463년(세조 9년)에 《동국지도》(東國地圖)라는 지도집을 완성하였다.
이것은 조선 초기 지도제작사업의 백미로서 성종때 편찬된 《동국여지승람》에 반영된 듯하나, 지금은 전하지 않는다.
조선 초기의 전국지도에는 만주가 반드시 그려져 있고, 요하와 흑룡강이 강조되어 있다.
이것은 《고려사》, 《지리지》나 《동국여지승람》 서문에서 한국을 ‘만리(萬里)의 나라’로 자랑하면서 만주를 미수복지구로 간주하는 것과 관련이 있다.
또 지도에는 산맥·하천·섬·교량·나루터·거리표시·행영(行營)·수영(水營) 등이 자세히 표시되어 있어 행정과 국방의 필요성에서 제작되었음을 보여 준다.
지리지 편찬은 세종 때부터 본격화되어 1432년(세종 14년)에 《신찬팔도지리지》가 완성되었으며, 이를 축소하여 1454년(단종 2년)에 세종실록의 한 부분으로 넣었다. 이를 《세종실록지리지》(8권)라 한다. 이 책은 군 단위로 60여 항목의 사항을 기록하고 있는데, 각 군의 연혁·인물·고적·토지·호구·성씨·군정수(軍丁數)·물산 등이 상세히 소개되어 있어 지방행정과 재정 그리고 국방의 필요에서 편찬된 것을 보여 준다.
지리지 편찬 사업은 문종~세조 때에도 계속되었는데, 이때는 양성지(梁誠之)의 주도하에 군사적 사항이 더 상세하게 조사·기록되었다.
이것은 당시 중국과의 긴박한 긴장관계 속에서 국방력이 강화되던 추세와 관련이 있다. 양성지가 주도한 지리지 편찬 사업은 1478년(성종 9년) 완성되어 《팔도지리지》(8권)라 하였다.
그러나 이 책은 지금 남아 있지 않고, 그보다 앞선 1469년(예종 원년)에 편찬된 《경상도속찬지리지(慶尙道續撰地理志)》만이 전한다.
《팔도지리지》는 그 후 《동문선》 중에서 뽑은 시문(詩文)을 합하여 1481년(성종 12)에 《동국여지승람》(50권)으로 간행되었다.
그러나 노사신·서거정·양성지·강희맹 등 훈신들이 편찬한 이 책은 반포되지 않고, 1486년(성종 17년)에 김종직·최부(崔溥) 등 사림관료들에게 다시 개찬하게 했다. 이것이 《신찬동국여지승람》(55권)이다.
그러나 이 책도 연산군 때 임사홍(任士洪) 등이 다시 수정하고, 1530년(중종 25년) 이행(李荇) 등이 누락된 것을 증보하여 《신증동국여지승람》(55권)이라 했는데, 이것이 오늘날 전해지고 있다.
처음에 훈신들이 편찬한 《동국여지승람》은 한국을 ‘만리대국’으로 보는 입장에서 경제·국방에 관한 사항을 많이 수록한 것이었으니, 사림(士林)이 개찬한 것은 국토를 압록강 이남으로 한정한 기초 위에서 행정적 편람에 적합하도록 한 것이다. 말하자면 전자가 부국강병을 목표로 한 지리지라면, 후자는 국토의 현상유지와 대내적인 정치안정에 초점을 맞춘 지리지이다.

### 조선 후기
16세기경부터 향촌 사회의 발전에 부응하여 각 군읍 단위의 읍지(邑誌)가 편찬되기 시작하더니 왜란 이후 황폐된 향촌 사회의 재건과 관련하여 각 지방의 수령 혹은 유지인사들이 주축이 되어 읍지 편찬이 활기를 띠었다. 그리고 읍지를 바탕으로 도(道) 단위 혹은 국가 단위의 지지(地誌)가 편찬되었는데, 18세기 영정조 시대에는 국가사업으로 문화백과사전인 《동국문헌비고》가 편찬되고, 그 가운데 한국 지리를 정리한 《여지고(輿地考)》를 신경준이 편찬하였다. 한편, 16세기에 《동국여지승람》이 편찬된 이후 이를 보완하는 작업이 숙종 때부터 시작되어 영조 때에는 《여지도서(輿地圖書)》라는 방대한 전국 지리지가 완성되었다.이 책은 처음으로 군현별로 채색 읍지도(邑地圖)가 첨부되었다는 점에서도 《동국여지승람》보다 발전된 형태를 보였다.
관찬지리지가 주로 국방이나 재정 등 행정의 편의를 위해 만들어진 것이라면, 각 지방의 자연과 풍속, 인심, 그리고 물산 등 인문 지리적 지식을 얻기 위해 만들어진 민간지리지도 많이 편찬되었다. 17세기 중엽 허목은 《지승(地乘)》을 써서 한국을 몇 개의 풍토권과 문화권으로 나누어 각 지방문화의 특성을 찾아내고, 중국과 다른 인문 지리적 특성을 설명하였다. 특히 그는 풍토(風土)가 인성(人性)에 영향을 준다는 주목할 만한 시각을 제시하였다. 비슷한 시기에 유형원은 《동국여지지》를 썼고, 18세기 중엽 이중환(李重煥)은 30년간의 국토답사에서 얻은 지식을 토대로 선배 남인학자들의 인문 지리서를 계승, 발전시켜 《택리지》(일명 팔역지)를 편찬했다. 이 책은 풍수지리를 바탕으로 한국 국토를 작은 구역으로 나누고, 각 지역의 인심·산천·인물·풍속·산물을 소개하면서 어느 곳이 선비들이 살기 좋은 곳인가를 논하고 있는데, 자연과 인간생활의 관계를 인과적으로 이해하려 한 것이 주목된다. 이 책은 또한 노론집권층에 대한 비판적 시각도 담겨 있다.
이 밖에 신경준의 《도로고(道路考)》와 《산수경(山水經)》, 작자 불명의 《산경표(山徑表)》 등은 한국의 산과 강, 그리고 도로 등을 정리한 것으로 국방과 경제, 그리고 행정상 큰 도움을 주었다. 특히 《산경표》는 풍수지리에 입각하여 한국의 산과 강을 체계적으로 정리한 것으로, 오늘날의 지질학적 특성을 바탕으로 한 산맥체계와는 매우 다르다. 조선 후기의 지리학은 한국 국토의 고유한 특성을 풍수지리의 시각에서 이해하면서도 이를 과학적으로 발전시켜 민족지리학의 토대를 만들어 놓았다는 데 중요한 의의가 있다. 19세기에 들어와 김정호(金正浩)와 같은 큰 지리학자가 나올 수 있었던 것은 18세기에 그 토대가 마련된 까닭이다.
한편 왜란과 호란 이후로 국방에 대한 관심이 커지면서 국가사업으로 수많은 관방지도가 제작되었으며, 비변사가 이를 관리하였다. 그 밖에 행정용 지도들도 대량으로 제작되어 동아시아세계에서 가장 선진적인 지도문화를 건설하였다. 17~18세기에 집중적으로 제작된 지도들은 세계지도와 동아시아지도, 한국 전도, 도와 군현, 그리고 군사요새지인 진(鎭)지도 등 종류가 다양하고, 화원들이 채색을 넣어서 보기에도 매우 아름다웠다. 그 중에는 숙종 대에 내수외양의 북벌 정신을 담은 10폭 병풍의 방대한 〈요계관방도(遼薊關防圖)〉가 있는데, 한국 북방지역과 만주, 그리고 만리장성을 포함하여 중국 동북지방의 군사요새지(關防)가 상세히 그려진 걸작이다.
조선 후기 지도 제작 수준을 한 단계 높인 사람은 영조대의 정상기(鄭尙驥)·정항령(鄭恒齡) 부자다. 정상기가 만든 〈동국지도〉는 최초로 백리척(100리를 1척으로 함)을 사용하여 지도 제작의 과학화에 기여하였다. 백리척 지도는 그 후 널리 유행되었으며, 뒷날 동양 최고의 지리학자로 평가되는 김정호의 〈대동여지도(大東輿地圖)〉(1861) 및 〈청구도(靑丘圖)〉는 그의 영향을 크게 받은 것이다. 조선 후기에는 모눈종이를 사용한 지도도 유행하여 지도 제작이 한층 정밀해졌으며, 음양오행의 풍수사항에 입각하여 국토를 살아 있는 생명체로 이해하려 한 것이 특색이다. 즉 백두산을 사람의 머리로 보고, 백두산에 뻗어 내린 백두대간(白頭大幹)을 척추로, 제주도와 대마도를 두 다리에 비유하고 있다. 현재 남아 있는 조선 후기 채색지도는 수천 종에 달한다.
한국 지도뿐만 아니라 서양인들이 제작한 세계지도도 조선 후기에 수입되어 세계에 대한 지식을 한층 정확하게 가질 수 있었다. 이미 1603년에 명나라 사신으로 갔던 권희(權僖)·이광정(李光庭)이 마테오 리치가 제작한 〈곤여만국전도(坤輿萬國全圖)〉를 가져온 일이 있는데, 그 밖에 마테오 리치의 〈양의현람도(兩儀玄覽圖)〉, 페르비스트(南懷仁)의 〈곤여전도(坤輿全圖)〉, 〈천형도(天形圖)〉 〈구라파국여지도〉 등이 들어왔다. 이수광은 《지봉유설》(1614)에서 이러한 지도들을 소개하고 있다. 그가 중국에 대한 지리인식이 과장되어 있다고 비판하고, 세계 50여 개국을 소개할 수 있었던 것도 이러한 서양 지도를 보았기 때문이다. 조선 후기 조선정부는 세계지리에 대한 비교적 정확한 정보를 가지고 있었으며, 이를 토대로 중국 중심의 세계관을 극복해 갔다.

## 기타 서적 편찬
한편, 조선 초기에는 국가의 여러 행사에 대한 규범을 새로이 제정할 필요에서 1474년(성종 5)에 신숙주와 정척 등에 명하여 《국조오례의(國朝五禮儀)》(8권)를 편찬케 했다.
이 책은 역대의 제도를 참고하여 길례(吉禮), 가례(嘉禮), 빈례(賓禮), 군례(軍禮), 그리고 흉례(凶禮) 등 다섯 가지 의식을 정리한 것이다. 그리고 끝에 대부(大夫)와 사서인(士庶人)들의 장례의식을 첨가했다.
또한 일반백성들의 윤리규범의 핵심이 되는 군신·부자·부부의 윤리를 강화하기 위해 1434년(세종 16년) 직제학 설순(偰循) 등이 왕명으로 《삼강행실도(三綱行實圖)》(3권)를 편찬했다. 이 책은 중국과 한국의 효자·충신·열녀 중에서 모범이 될 만한 인물 300여 명을 뽑아 그들의 행적을 그림을 붙여서 설명한 것이다.
조선 초기에는 농업 기술이 발전함에 따라 그 성과를 종합·정리하고 이를 더욱 발전시키기 위해 여러 농서들이 간행되었다.
관찬 농서로서 가장 먼저 출간된 것은 1430년(세종 12년)에 정초(鄭招) 등이 편찬한 《농사직설(農事直說)》이다.
이 책은 중국의 대표적 농서인 《제민요술》과 《농상집요》 및 《사시찬요(四時纂要)》를 참고하여 중국의 선진적인 화북농법을 받아들이면서 촌로(村老)들의 실제 경험을 존중하여 한국의 기후풍토에 가장 알맞은 독자적인 농법을 역사상 처음으로 정리한 것이다.
이 책은 조선 후기에 중국 강남농법을 많이 받아들인 신속의 《농가집성(農歌集成)》(1655년)이 나올 때까지 영농의 기본지침서로 큰 영향력을 미쳤다.
한편, 성종 때 강희맹(姜希孟)은 금양(시흥)지방을 중심으로 한 경기지방의 농사경험을 토대로 하여 《금양잡록(衿陽雜錄)》을 저술하여 81종의 곡식재배법을 자세히 설명했다. 이 책은 뒤에 《농사직설》과 함께 한 책으로 간행되었다.
조선 초기에는 양잠, 목축 그리고 원예작물 재배법에 관한 이론서들도 편찬되었다. 세조 때 양성지는 《농잠서(農蠶書)》와 《축목서(畜牧書)》를 간행했고, 《잠서주해(蠶書註解)》와 국문번역판 《잠서》도 이때 편찬되었다. 16세기 초에는 김안국(金安國)이 다시 《잠서》를 번역해 《잠서언해》(1518년)라 하여 농가에 보급했다. 원예에 관한 책으로는 강희맹의 형 강희안이 세종 때 지은 《양화소록(養花小錄)》이 유명한데, 이 책에는 주로 화초 재배법이 기록되어 있다.

## 같이 보기
- 조선
- 조선의 문화
- 조선의 학문
- 조선의 교육

## 참고 문헌
- 《글로벌 세계대백과사전》,  〈조선 왕조의 경제·사회적 구조〉
- 《글로벌 세계대백과사전》,  〈양반관료의 문화〉
- 《글로벌 세계대백과사전》,  〈양반문화의 융성〉
- 《글로벌 세계대백과사전》,  〈실학의 융성〉
- 《글로벌 세계대백과사전》,  〈서민예술〉